# The Dark Tenor

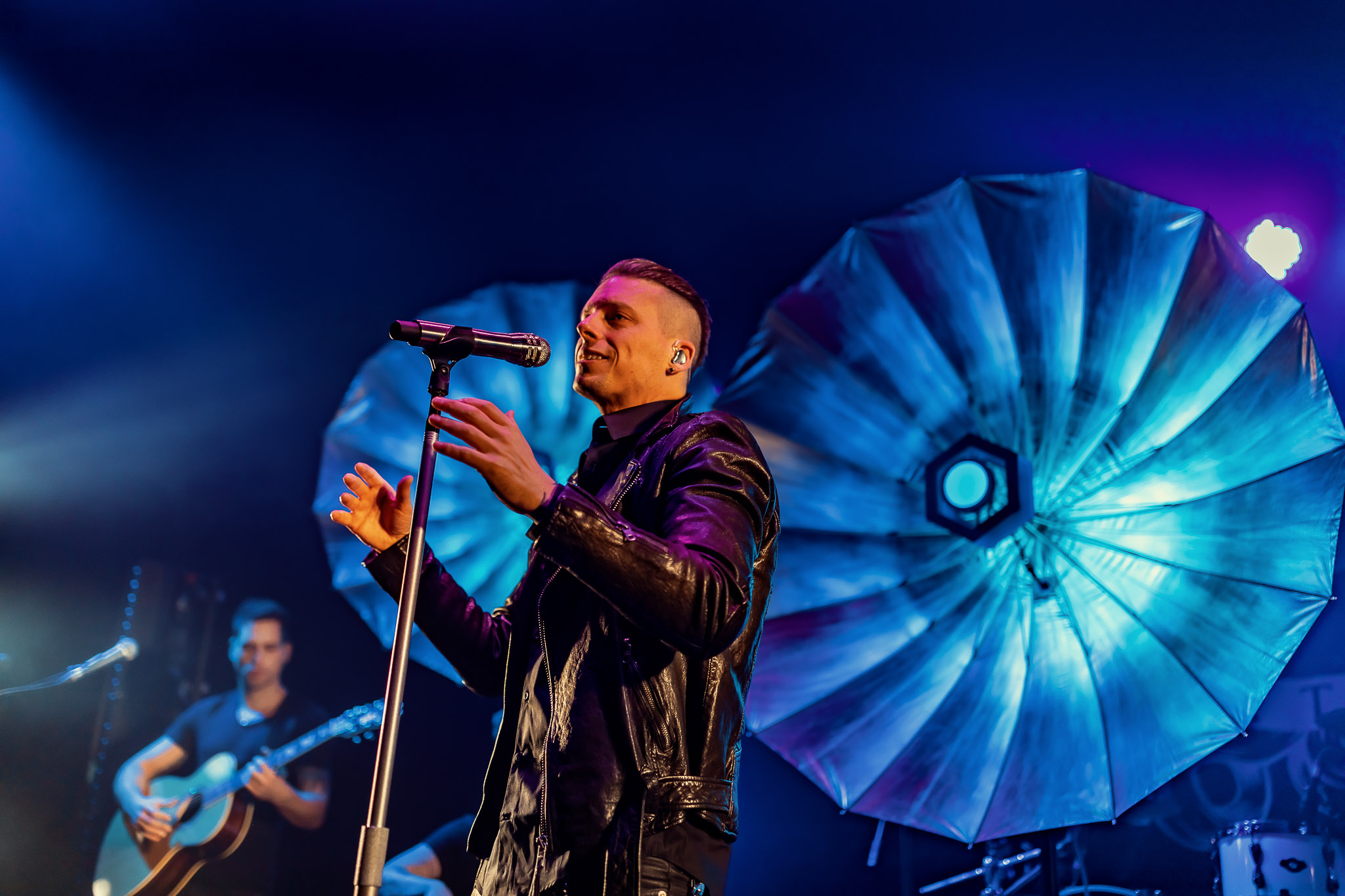
The Dark Tenor (2019)

The Dark Tenor (* 14. April 1980 in Graz, Österreich) ist das Pseudonym eines Künstlers aus dem Crossover-Genre. Sein bürgerlicher Name blieb lange Zeit unbekannt, wurde aber inzwischen einvernehmlich als William (Billy) Andrew Volk veröffentlicht. Er nennt sich jedoch öffentlich Billy Andrews.
Er verbindet populäre Melodien aus Werken der klassischen Musik mit neuen Texten und Melodien aus der Popmusik. Das Markenzeichen des Crossover-Künstlers war die Verhüllung seines Gesichtes durch eine schwarze Maske und Kapuze, danach durch eine schwarze Halbmaske. Seit der Veröffentlichung des Albums Nightfall Symphony verzichtet er jedoch auch darauf. Als Grund hierfür nennt er das Thema seines Albums – aus sich herauszukommen –, weshalb er es passend fand, seine Maske abzunehmen. Stattdessen malte er sich schwarze Flecken um die Augen, sogenannte Pandaaugen.

## Leben
The Dark Tenor wurde in Graz in Österreich geboren und hat die US-amerikanische Staatsbürgerschaft. Er wurde in Deutschland zweisprachig erzogen. In seiner Kindheit und Jugend sang er kurzzeitig im Knabenchor Hannover und acht Jahre lang im Dresdner Kreuzchor. Er war zwei Jahre lang Teil des Sinfoniechors der Dresdner Semperoper.
2014 veröffentlichte der Sänger sein Debütalbum Symphony Of Light. Das Album war mehrere Wochen in den deutschen Albumcharts vertreten und erreichte dort im Februar 2015 Platz 20. Auf dem Album finden sich einige Künstlerkooperationen wieder, so mit Yiruma und Thomas Stolle. 2015 wurde das Album als Second-Edition auf einer Doppel-CD mit sieben neuen Songs und einer „Klassik-Compilation“ neu veröffentlicht. Nach gut einem Jahr wurde ihm für über 100.000 verkaufte Einheiten dafür die goldene Schallplatte überreicht.
Seine ersten öffentlichen Auftritte als The Dark Tenor absolvierte er bei Veranstaltungen und Fernsehsendungen, so 2014 bei Guten Morgen Deutschland und 2015 bei Willkommen bei Carmen Nebel. Es folgten zwei Gastspiele bei der Potsdamer Schlössernacht 2015 – das erste absolvierte er solo, später am Abend trat er als Teil der „Rat-Pack-Tenors“ zusammen mit den beiden Tenören Tobey Wilson und Laszlo auf. Anlässlich der Festlichkeiten zum Tag der Deutschen Einheit am 3. Oktober 2015 sang er auf der Bühne am Brandenburger Tor, im Anschluss folgte eine erste Tournee durch sechs deutsche Städte.
Am 28. November 2015 präsentierte er in der Düsseldorfer ESPRIT arena zum Boxkampf zwischen Wladimir Klitschko und Tyson Fury die Nationalhymnen der beiden Kontrahenten mit dem 60-köpfigen Kölner Jugendchor Sankt Stephan.
2018 ging The Dark Tenor als Sänger mit der original besetzten Band von Unheilig auf Deutschland-Tour. Am Keyboard spielte Henning Verlage, an der Gitarre Licky und am Schlagzeug Potty. Hinzu kam die eigene Band des Sängers. Auf dieser Tournee spielten die Musiker Songs von Unheilig und The Dark Tenor.
Am 24. Januar 2020 veröffentlichte The Dark Tenor ein kurzes Video auf seiner offiziellen Facebook-Seite, in dem er seinen bürgerlichen Namen als "Billy Andrews" bekanntgab.

## Rezeption
Das Debütalbum Symphony of Light wurde von der Musikpresse gemischt aufgenommen: Während Ulf Kubanke von laut.de das Album als „die wohl mieseste Scheibe des Jahres“ bezeichnete und mit einem von fünf Sternen bewertete, vergab metal.de acht von zehn Punkten.

## Diskografie

### Alben
- 2014: Symphony of Light
- 2015: Symphony of Light (Second Edition)
- 2016: Nightfall Symphony
- 2018: Symphony of Ghosts
- 2019: Alive – 5 Years
- 2020: Christmas
- 2020: Ludwig EP
- 2021: Johann
- 2021: Christmas Deluxe
- 2022: Classic Roxx Live
- 2023: Album X
- 2024: Alive 10 Years
- 2025: Symphony of Light 2

### Singles
- 2014: Dies Irae – Tag des Zorns
- 2014: River Flows on the Edge (feat. Yiruma)
- 2016: Toxic Rain
- 2016: Wild Horses
- 2016: Afterglow

### Gastbeiträge
- 2017: Sterne hoch auf Pures Gold – Best of Vol. 2 (Unheilig feat. The Dark Tenor)
- 2017: Zeitreise auf Pures Gold – Best of Vol. 2 (Unheilig feat. The Dark Tenor)